# Magdalena de Canossa
Magdalena de Canossa (1 de marzo de 1774, Verona - 10 de abril de 1835) fue una religiosa italiana, fundadora de las Hijas de la Caridad Canossiana, considerada como santa por la Iglesia católica.

## Vida y Obra
Magdalena de Canossa es una descendiente de Matilde de Canossa quien recibió al futuro emperador del Sacro Imperio Romano Germánico Enrique IV y el papa Gregorio VII y quien fue mediadora para el levantamiento de la excomunión en la Querella de las Investiduras o más propiamente en el Paseo de Canossa.
Pierde a su padre cuando era todavía una niña, su madre se vuelve a casar, con lo cual, ella deberá de sufrir los malos tratos, a pesar de ser enfermiza y débil.
A los 17 años, trata de entrar con las Carmelitas, pero no es su vocación y decide regresar a su casa donde relucen sus dotes de excelente administradora de su casa. Recibe al mismo Napoleón Bonaparte en su palacio de Verona. Este último, es impresionado de la pureza de su vida, sus virtudes y modestia, la califica de ángel (obtendrá de él mucho después el don de un antiguo convento para su Instituto).
El periodo revolucionario en el que vivía trajo un recrudecimiento de la miseria para los más pobres. 
Magdalena tuvo que irse de Verona para ir a Venecia donde fue a llevar socorro en los hospitales a los más desfavorecidos. 
De regreso a su casa, en Verona, marcada por la miseria que encontró en su ciudad, decide consagrar todo su tiempo y sus bienes a ayudar a numerosas familias que estaban en la necesidad, a asistir a los niños abandonados y de jóvenes delincuentes, a recibir a los pobres que tocaban todos los días a su palacio, y a visitar a aquellos que vivían en ambientes insalubres.
A su familia y parientes que se inquietaban, la encontraban escandalosa o hasta loca y ella les respondía: «El hecho de haber nacido marquesa me detendría de tener el honor de servir a Jesucristo en sus pobres?».
Más tarde, con algunas acompañantes, parte de su casa, con la oposición de su entorno va a vivir en los suburbios más pobres de Verona y el 8 de mayo de 1808, funda la congregación de las Hijas de la Caridad Canossiana. 
Sus actividades abrazan cinco dominios: 
- Escolaridad gratuita a los niños pobres.
- Catequesis.
- Visita a los enfermos en los hospitales.
- Apoyo al presbiterado.
- Ejercicios espirituales para las damas de la nobleza, a fin de incitar en ellas la práctica de la caridad.

El 23 de diciembre de 1828 obtiene la aprobación pontificia del Instituto de las Hijas de la Caridad, las cuales estaban presentes en Venecia, Milán, Bérgamo et Trento.
Incansable, prepara otras fundaciones de su Instituto, cuando muere el 10 de abril de 1835. Después de ella, el Instituto continuara acrecentándose y expandiéndose. El Papa Juan Pablo II dijo de ella:
« En Magdalena de Canossa, la ley evangélica de la muerte que da la vida encuentra así una nueva y luminosa realización ».

## Beatificación - Canonización
- Magdalena de Canossa fue beatificada el 7 de diciembre de 1941 por el Papa Pío XII.
- Fue canonizada el 2 de octubre de 1988 por el Papa Juan Pablo II.

En la homilía de la canonización el Papa Juan Pablo II declaró: « Cuando se dio cuenta de las horribles heridas que la miseria moral y material propagaban entre la gente de su ciudad, se dio cuenta de que no podía amar al prójimo "en la gran dama", es decir, seguir disfrutando de los privilegios de su clase social y simplemente compartir sus cosas, sin dar de sí misma la visión del Crucificado. Así, "Dios y Jesús crucificado" se convirtieron en la regla de su vida.».